# Erytropoëtine

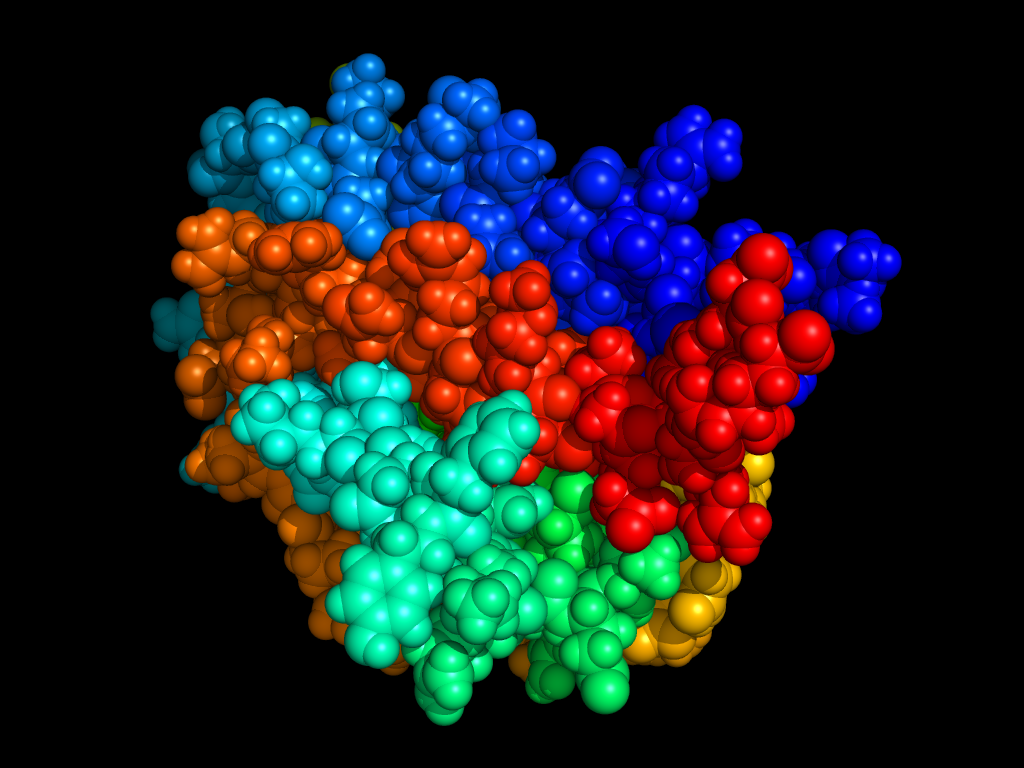
Driedimensionale structuur van een epomolecuul

Erytropoëtine (epo) is een anabool hormoon dat door de nieren wordt geproduceerd, hoewel ook de lever en macrofagen kleine bijdragen leveren.

## Beschrijving
Erytropoëtine/epo is een glycoproteïne dat inwerkt op het beenmerg, waar het de productie van rode bloedcellen stimuleert. De synthese (aanmaak) van epo vindt plaats in de nieren, en hangt af van de hoeveelheid beschikbare zuurstof in het bloed, waarmee de nier wordt doorstroomd. In tegenstelling tot de fysiologische sturing van de ademhaling of de hartslag is deze sturing relatief traag: het kan, bij bloedverlies of bij een te laag zuurstofgehalte van het bloed, uren duren voordat het fysiologische evenwicht is hersteld en er weer voldoende zuurstof voor de aanmaak van rode bloedcellen beschikbaar is. In geval van bloedarmoede (te lage hematocrietwaarde) wordt de epo-synthese in het lichaam gestimuleerd. Bij een plotselinge daling van de hematocriet stijgt de aanmaak van epo exponentieel. Erytropoëtine kan ook in laboratoria nagemaakt worden en is dan een vorm van rhEPO (recombinante humane erytropoëtine) bekend onder merknamen als eprex en mircera.
De lichaamseigen stof epo werd voor het eerst kunstmatig nagemaakt als geneesmiddel, voor mensen met slecht tot niet functionerende nieren, die dialyse ondergaan en bijna allemaal bloedarmoede krijgen, doordat de nieren onvoldoende natuurlijke epo aanmaken. Toediening van medicinale epo corrigeert de bloedarmoede. Later kregen ook myelodysplasie- of kankerpatiënten, tijdens de chemotherapie, epo toegediend tegen bloedarmoede, die ontstaat doordat de chemokuur rode bloedcellen in het lichaam kapot maakt.
Daarnaast wordt de stof, bij sporters, onrechtmatig toegediend als een vorm van doping, om het zuurstof- en koolstofdioxidetransporterende vermogen van bloed te verhogen.
In 2019 werd deze stof in Nederland door 11.591 mensen gebruikt tegen ziekten.

## rhEPO's
Ook de verschillende synthetische rhEPO's en darbepoëtine alfa (aranesp) worden voor het gemak 'epo' genoemd. Alle recombinante epo-varianten onderscheiden zich van biologische erytropoëtine door de samenstelling van de suikergroepen (glycosyleringspatroon). Om de verschillende synthetische rhEPO's uit elkaar te houden, wordt aan het woord 'epoëtine' een griekse letter toegevoegd. De volgende EPO-varianten zijn bij de Wereldgezondheidsorganisatie (WHO) aangemeld: epoëtine alpha (epoëtine α), epoëtine beta (epoëtine β), epoëtine gamma (epoëtine γ), epoëtine delta (epoëtine δ), epoëtine epsilon (epoëtine ε), epoëtine zeta (epoëtine ζ), epoëtine theta (epoëtine θ), epoëtine kappa (epoëtine κ) en epoëtine omega (epoëtine ω).

## In de sport
Epo wordt vooral als doping gebruikt in duursporten als atletiek, biatlon, langlaufen, triatlon en bij wielersport. Zo zijn wielrenners als Richard Virenque, David Millar, Oscar Camenzind, Roberto Heras, Manuel Beltrán, Riccardo Riccò, Leonardo Piepoli, Lance Armstrong en Michael Boogerd ooit geschorst voor het gebruik van epo en gaven sporters toe doping in hun carrière te hebben gebruikt.
In 1994 leerde het grote publiek epo kennen dankzij de openhartige sportarts Michele Ferrari. Deze was aangesloten bij het team Gewiss-Ballan, en bij de Waalse Pijl stonden er plotseling drie renners van dit team op het podium. Ferrari verklaarde in L'Équipe dat epo niet gevaarlijk was en dat wat hem betreft alles wat niet verboden was, toegestaan was. Hij werd ontslagen door Gewiss-Ballan. Ook hiervoor was epo al bekend, zo beschreef Jean Nelissen het middel al in zijn boek uit 1989.
In 2013 verklaarde Lance Armstrong, tijdens een interview met Oprah Winfrey, verboden middelen te hebben gebruikt, waaronder epo. Hij gaf aan dat hij tijdens al zijn zeges bij de Tour de France (7x) doping heeft gebruikt en dat het volgens hem onmogelijk is om zeven keer op rij de Tour te winnen zonder doping te gebruiken.

## Risico's
Een van de risico's van het toedienen van erytropoëtine is dat het bloed te stroperig kan worden door een verhoogde concentratie van rode bloedcellen in het bloed (polycythemie). Hierdoor loopt de gebruiker een verhoogd risico op trombose.
Sinds 2000 bestaan er urinetests waarmee epo-gebruik direct kan worden opgespoord. Via deze test zijn onder andere mountainbikers Filip Meirhaeghe en Bas van Dooren en veldrijder Ben Berden betrapt.
Naast de urinetest wordt ook nog een andere test gebruikt: de hematocriettest, geïntroduceerd in 1997 en nog steeds in gebruik. Bij deze test wordt epo-gebruik niet rechtstreeks opgespoord, maar wordt het effect ervan gemeten: de hematocrietwaarde. Omdat de hematocrietwaarde behalve door epo-gebruik ook door aanleg, uitdroging, of wonen op hoogte wordt beïnvloed, wordt deze test officieel aangeduid als 'gezondheidstest'. Wordt een waarde gevonden boven de 50%, dan wordt de atleet twee weken uit de competitie genomen. Atleten die van nature een hoge hematocrietwaarde hebben, kunnen na onderzoek dispensatie krijgen.

## Verschillende vormen van epo
Er bestaan meerdere generaties van epo. In 1977 konden voor het eerst kleine hoeveelheden erytropoëtine uit de urine van patiënten met aplastische anemie worden geïsoleerd; de eerste generatie epo. De tweede generatie, vanaf 1987, is een epo-variant die met behulp van genetische technieken is geproduceerd, het zogenaamde recombinante humane erytropoëtine (rhEPO). Belangrijk voordeel is dat dit middel makkelijk in grotere hoeveelheden is te produceren. Darbepoëtine alfa (Aranesp) is een chemisch aangepaste variant erytropoëtine, met als voordeel dat ze minder vaak moet worden ingespoten. Doel van het ontwikkelen van de derde generatie erytropoëtine was het vinden van een middel dat slechts om 3 tot 4 weken toegediend hoeft te worden. Een bekend gebruiker van Aranesp is Johan Museeuw, die deze doping in code taal ("wespen") bestelde bij de veearts José Landuyt. In 2007 kwam Continuous erythropoiesis receptor activator (Cera), merknaam Mircera, op de markt. Al deze vormen van epo zijn opspoorbaar in urine en/of bloed.
Er is ook een vierde generatie epo op komst. De vierde generatie zou nog niet op te sporen zijn omdat deze middelen nog in klinisch onderzoek zijn. Het gaat hierbij om vormen van gentherapie. Een van die manieren is om met behulp van een adenovirus met een stukje epo-DNA, menselijke cellen ertoe aan te zetten erytropoëtine te produceren. Dit effect kan ook worden verkregen door inspuiting van naakt DNA of kunstmatige menselijke chromosomen.
Andere recente ontwikkelingen zijn de productie van stoffen die qua chemische structuur niet op epo lijken maar wel ongeveer dezelfde werking hebben, omdat ze net als epo aangrijpen op de epo-receptor. Dit kunnen kleine moleculen ("small molecules") zijn of (kleine) peptiden de zogenaamde erythropoietin mimetic peptides (EMPs). Een van die peptiden is hematide. Men hoeft het waarschijnlijk slechts eenmaal per maand in te spuiten. Bijwerkingen en effectiviteit zijn nog onbekend. Naar verwachting komt het middel in 2009 op de markt.